# 涼松せせらぎの道
涼松せせらぎの道（すずみまつせせらぎのみち）、涼松緑道（すずみまつりょくどう）は、愛知県愛知郡東郷町にある公園である。愛知用水に蓋をして造られた全長約500m、幅20mの細長い公園で、「森と渓流」、「山辺と小川」、「町と水辺」をイメージして作られた3つのエリアに区分される。
1996年3月15日開設。藤坂と涼松に分けられる。

## 所在地
愛知県愛知郡東郷町大字春木字涼松

## 交通アクセス
- 東郷町巡回バス（じゅんかい君）の「涼松緑道」で下車すぐ。